# 九万大山一号隧道
九万大山一号隧道（工程名：瑶山隧道）是贵南客运专线的其中一条隧道，位于中华人民共和国贵州省黔南布依族苗族自治州荔波县，全长17,012米（55,814英尺）。

## 历史
- 2022年3月24日，九万大山一号隧道全线贯通[1]。
- 2023年8月8日，九万大山一号隧道随贵南高铁贵阳至荔波段开通而启用[2][3][4][5][6][7][8][9][10]。